# Raquel Forner
Raquel Forner (1902-1988) là một họa sĩ người Argentina nổi tiếng với các tác phẩm biểu hiện (expressionism).

## Cuộc sống
Forner được sinh ra ở Buenos Aires vào năm 1902. Cha bà là người Tây Ban Nha theo quốc tịch và mẹ bà là người Argentina gốc Tây Ban Nha. Kết quả của việc gia đình thường xuyên tới Châu Âu đã khiến Forner đã dành một phần thời thơ ấu của mình ở Tây Ban Nha, và sau đó đã phát triển mối quan tâm nghệ thuật trong Nội chiến Tây Ban Nha.
Forner hoàn thành nghiên cứu tại Học viện Mỹ thuật Quốc gia (ngày nay là một phần của Viện Nghệ thuật Đại học Quốc gia) ở Buenos Aires vào năm 1923. Một năm trước khi tốt nghiệp, bà nhận được một cuộc hẹn để dạy vẽ tại cùng một học viện. Năm 1924, bà đã nhận được một giải thưởng thứ ba từ Salon Mỹ thuật Quốc gia Argentina, và vào năm 1928, bà đã có triển lãm cá nhân đầu tiên của mình tại Buenos Aires. Sau đó, bà chuyển đến Paris và học với Othon Friesz.
Năm 1936, bà kết hôn với nhà điêu khắc người Argentina Alfredo Bigatti.

## Chủ đề nghệ thuật
Công việc của Forner đã thể hiện sự quan tâm đến các sự kiện hiện tại, và từ đầu cuộc Nội chiến Tây Ban Nha năm 1936, điều này mang một giai điệu kịch tính và bi thảm. Bà đã mượn ý tưởng từ chủ nghĩa siêu thực trong những năm 1940, điều chỉnh sự thẩm mỹ của nó về sự biến dạng mà không tìm cách tái tạo một trạng thái mơ ước. [1] Năm 1942, bà đã giành vị trí đầu tiên tại cuộc thi Salon quốc gia Argentina. Trong những năm 1940 đến hầu hết những năm 1950, bà đã sản xuất một số loạt về các chủ đề bi thảm tương tự trong chế độ chủ yếu là biểu hiện. Forner thường miêu tả các nhân vật nữ mạnh mẽ, nhưng không phải là những khám phá cụ thể về các chuẩn mực giới.
Bắt đầu từ năm 1957, trùng với cuộc đua lên vũ trụ, sự chú ý của Forner chuyển sang những cảnh tưởng tượng về du hành liên hành tinh. Với Sê-ri Không gian của cô, được trưng bày ở châu Âu và được công nhận, bà trở thành một trong những nghệ sĩ tài giỏi sớm nhất thể hiện các cảnh ngoài vũ trụ. Thời kỳ này được đặc trưng bởi việc sử dụng màu sắc rực rỡ hơn và một thần thoại vũ trụ cá nhân do chính bà sáng tạo. Chân dung nghệ thuật của Forner về du hành không gian tiếp tục cho đến những năm 1970. Bảo tàng Hàng không và Không gian Quốc gia Hoa Kỳ, Viện Smithsonian ở Washington, D.C. có một số ví dụ về công việc cuối kỳ của bà trong bộ sưu tập của mình, bao gồm Return of the Astronaut, 1969.
Tác phẩm của bà đã được triển lãm rộng rãi trên khắp Argentina và bà đã được trao hai giải thưởng Konex (cao nhất trong vương quốc văn hóa Argentina) vào năm 1982. Forner đã chết ở Buenos Aires vào năm 1988. Năm đó, Bảo tàng Nghệ thuật Hiện đại ở Buenos Aires đã tổ chức buổi hồi tưởng vinh danh bà.